# Leslie Goodwins
Pour les articles homonymes, voir Goodwins.
Leslie Goodwins est un réalisateur et scénariste britannique, né le 17 septembre 1899 à Londres (Royaume-Uni) et mort le 8 janvier 1969 à Hollywood (Californie).

## Filmographie

### comme réalisateur

#### Années 1920
- 1928 : Idle Eyes
- 1928 : Better Behave
- 1928 : The Eyes Have It
- 1928 : Seein' Things
- 1929 : The Hollywood Dressmaker

#### Années 1930
- 1936 : High Beer Pressure
- 1936 : Dummy Ache
- 1936 : Swing It
- 1936 : Who's Looney Now
- 1936 : Framing Father
- 1936 : Vocalizing
- 1936 : One Live Ghost
- 1936 : With Love and Kisses
- 1937 : Deep South
- 1937 : Mississippi Moods
- 1937 : The Devil Diamond
- 1937 : The Hillbilly Goat
- 1937 : Bad Housekeeping
- 1937 : Headline Crasher
- 1937 : Locks and Bonds
- 1937 : Wrong Romance
- 1937 : Dumb's the Word
- 1937 : Anything for a Thrill
- 1937 : Tramp Trouble
- 1937 : Should Wives Work?
- 1937 : Morning Judge
- 1937 : Edgar & Goliath
- 1937 : Harris in the Spring
- 1937 : Young Dynamite (en)
- 1938 : Ears of Experience
- 1938 : His Pest Friend
- 1938 : False Roomers
- 1938 : Kennedy's Castle
- 1938 : The Jitters
- 1938 : Crime Ring
- 1938 : Fool Coverage
- 1938 : Western Welcome
- 1938 : Fugitives for a Night
- 1938 : Mr. Doodle Kicks Off (en)
- 1938 : Tarnished Angel (en)
- 1939 : Almost a Gentleman (en)
- 1939 : The Girl from Mexico
- 1939 : The Day the Bookies Wept
- 1939 : Radio détective (Sued for Libel)

#### Années 1940
- 1940 : Stage Fright
- 1940 : Mexican Spitfire (en)
- 1940 : Millionaire Playboy
- 1940 : Pop Always Pays
- 1940 : Men Against the Sky (en)
- 1940 : Mexican Spitfire Out West
- 1941 : Let's Make Music
- 1941 : Idylle en Argentine (They Met in Argentina)
- 1941 : Parachute Battalion (en)
- 1941 : Mexican Spitfire's Baby
- 1942 : Mexican Spitfire at Sea
- 1942 : Mexican Spitfire Sees a Ghost
- 1942 : Mexican Spitfire's Elephant
- 1943 : Silver Skates
- 1943 :Ladies' Day (en)
- 1943 : Gals, Incorporated
- 1943 : Mexican Spitfire's Blessed Event (en)
- 1943 : The Adventures of a Rookie
- 1943 : Rookies in Burma
- 1944 : Casanova in Burlesque
- 1944 : Goin' to Town
- 1944 : The Singing Sheriff
- 1944 : Meurtre dans la chambre bleue (Murder in the Blue Room)
- 1944 : Hi, Beautiful
- 1944 : La Malédiction de la Momie (The Mummy's Curse)
- 1945 : What a Blonde
- 1945 : I'll Tell the World
- 1945 : Radio Stars on Parade
- 1945 : An Angel Comes to Brooklyn
- 1946 : Riverboat Rhythm
- 1946 : Genius at Work
- 1946 : Vacation in Reno
- 1947 : Dragnet (en)
- 1947 : The Lone Wolf in London
- 1948 : Pal's Return
- 1948 : Bachelor Blues

#### Années 1950
- 1950 : Brooklyn Buckaroos
- 1950 : Cisco Kid (série TV)
- 1951 : From Rogues to Riches
- 1951 : Tinhorn Troubadors
- 1951 : Punchy Pancho
- 1951 : Lord Epping Returns
- 1951 : Too Many Wives
- 1952 : Gold Fever
- 1952 : China Smith (série TV)
- 1953 : Topper (série TV)
- 1954 : Born unto trouble, épisode : Your favorite story
- 1954 : Face of Paris, épisode : Your favorite story coréalisé avec Jacques Nahum
- 1954 : Fireman Save My Child
- 1955 : Science Fiction Theater (série TV)
- 1955 : Navy Log (en) (série TV)
- 1955 : Highway Patrol (en) (série TV)
- 1955 : Paris Follies of 1956
- 1956 : The Go-Getter
- 1956 : The Man Called X (série TV)
- 1957 : The New Adventures of Charlie Chan (série TV)
- 1957 : Maverick (série TV)
- 1958 : Cannonball (en) (série TV)
- 1958 : 77 Sunset Strip (série TV)
- 1959 : The Alaskans (série TV)

#### Années 1960
- 1964 : L'Île aux naufragés ("Gilligan's Island") (série TV)
- 1965 : F Troop (série TV)
- 1965 : Tammy (série TV)
- 1966 : It's About Time (en) (série TV)
- 1967 : Tammy and the Millionaire

### comme scénariste
- 1935 : Symphony of Living : Oboe Player
- 1928 : Better Behave
- 1934 : The Dancing Millionaire
- 1935 : The Rainmakers (en)
- 1936 : High Beer Pressure
- 1936 : Who's Looney Now
- 1936 : Framing Father
- 1936 : Vocalizing
- 1937 : Wrong Romance
- 1937 : Should Wives Work?
- 1938 : His Pest Friend
- 1938 : The Jitters
- 1938 : Western Welcome
- 1943 : Gem Jams
- 1943 : Radio Runaround
- 1951 : From Rogues to Riches
- 1951 : Tinhorn Troubadors